# In Vertretung (1913)
In Vertretung ist ein deutsches Stummfilmlustspiel aus dem Jahre 1913 von Hans Oberländer mit Toni Impekoven, Walter Wassermann, Ilse Bois und Heinz Gordon, der auch das Drehbuch verfasste, in den Hauptrollen.

## Handlung
Baron von Rodern hat eine Tochter namens Meta, die demnächst unter die Haube soll. Doch der alte Herr hat klar umrissene Vorstellungen vom Ehemann in spe, denn er muss es mit Meta, einem „verrückten Huhn“, wie er sie nennt, aufnehmen können. Und daher, so der Edelmann, komme nur ein echter „Lebemann“ mit viel Erfahrungen in Frage. Doch Metas Liebe, der stramme Leutnant Fritz von Gernsdorff, entspricht so gar nicht dieser Vorstellung. Um dem Auserwählten auf den Zahn zu fühlen, reist Baron von Rodern kurzerhand nach Wien, um Leutnant Fritz genau unter die Lupe zu nehmen. ‘Erst das Vergnügen, dann die Pflicht’ denkt sich der gestrenge Herr Papa und leert mit der flotten Soubrette eines Kabaretts die eine oder andere Flasche Sekt, ehe das Prüfverfahren gegenüber Leutnant beginnen kann. Meta ahnt böses und bittet ihre Tante, ihres Vaters Schwester, sie nach Wien zu begleiten, um Fritz entsprechend zu instruieren, auf dass er sich während der Befragung durch den Vater keinen Fehler erlaube. Fritz hat sich indes auf den Weg zu den Roderns gemacht, findet aber in deren kleiner Heimatstadt niemanden daheim an, den er um Metas Hand bitten könnte. Inzwischen hat sich Rodern zu Gernsdorffs Wohnung aufgemacht und trifft dort auf einen jungen Mann, der so ganz nach seinem Geschmack ist, denn auch der ist dem Alkohol nur allzu gern zugeneigt. Wie kann der Landadelige ahnen, dass es sich bei dem falschen Fritz in Wahrheit um dessen pfiffigen Burschen Wilhelm handelt?
Die beiden Männer kommen sich rasch näher, und im volltrunkenen Zustand trinken die beiden sogar Bruderschaft und beschließen damit die peinliche Befragung ob der Ehefähigkeit des angeblichen Leutnants. Meta und Tantchen Rodern haben in der Zwischenzeit in einem Wiener Hotel eingecheckt und lernen dort Fleurette, die neue Wiener Bekanntschaft des Barons, kennen. Die drei Damen in seinem Zimmer wirken auf Rodern bei seiner Rückkehr vom Saufgelage mit Bursche Wilhelm schlagartig ernüchternd. Der falsche Fritz hat sich nach Roderns Abgang die dicke Köchin des Hauses zu sich geholt, und beide schlummern friedlich auf Fritzens Sofa. Der glaubt seinen Augen nicht zu trauen, als er von der ergebnislosen Reise zu Roderns Domizil heimkehrt und seinen Burschen nicht nur in seiner Uniform, sondern auch noch stockbetrunken auf seinem Sofa schlafen sieht. Als Meta auch noch in der Wohnung erscheint und ihrem Fritz freudestrahlend erzählt, dass er offensichtlich einen formidablen Eindruck auf den Herrn Papa gemacht habe, herrscht Konfusion allerorten. Die steigt nun ins Unermessliche, als zu guter Letzt auch noch Baron von Rodern hineingetorkelt kommt und angesichts von Gernsdorff konstatieren muss, dass er offensichtlich mit einem anderen Leutnant Bruderschaft getrunken hat. Erst als Wilhelm auftaucht, ahnt der Schwiegervater in spe, dass jener Offiziersbursche, wie der Filmtitel verrät, in Vertretung seines Herrn handelte. Am Ende ist niemand dem anderen böse, und es kann demnächst geheiratet werden. 

## Produktionsnotizen
In Vertretung entstand im Messter-Atelier in Berlins Blücherstraße 32 und passierte die Filmzensur am 2. Juli desselben Jahres. Die Uraufführung des Zweiakters mit einer Länge von, je nach Angaben, 718 bzw. 726 Metern erfolgte kurz darauf in Berlins Kammerlichtspielen. 

## Kritik
Die Kinematographische Rundschau befand: „”In Vertretung” ist ganz sicherlich ein Bild, das viel von sich reden machen wird, denn es hat alle Vorzüge, die ein Lustspiel braucht, um zu wirken. Der Film hat aber mehr noch als bloße Wirkung. Er hat eine so großartige natürliche Situationskomik, eine so fein erfundene, lustige Handlung (…) Eine ausgezeichnete Inszenierung und ein flottes Zusammenspiel machen den Film zu einem Musterstück für das Kino.“